# Helicinoidea
Helicinoidea is een superfamilie van weekdieren uit de klasse van de Gastropoda (slakken).

## Families
- Dawsonellidae Wenz, 1938 †
- Deianiridae Wenz, 1938 †
- Helicinidae Férussac, 1822
- Neritiliidae Schepman, 1908
- Proserpinellidae H. B. Baker, 1923
- Proserpinidae Gray, 1847